# Liste der Kulturgüter in Berg TG
Die Liste der Kulturgüter in Berg TG enthält alle Objekte in der Gemeinde Berg im Kanton Thurgau, die gemäss der Haager Konvention zum Schutz von Kulturgut bei bewaffneten Konflikten, dem Bundesgesetz vom 20. Juni 2014 über den Schutz der Kulturgüter bei bewaffneten Konflikten sowie der Verordnung vom 29. Oktober 2014 über den Schutz der Kulturgüter bei bewaffneten Konflikten unter Schutz stehen.
Objekte der Kategorie A sind im Gemeindegebiet nicht ausgewiesen, Objekte der Kategorie B sind vollständig in der Liste enthalten, Objekte der Kategorie C fehlen zurzeit (Stand: 1. Januar 2023).

## Kulturgüter
| Foto |                                                                            | Objekt                                          | Kat. | Typ | Standort                                       | Beschreibung |
| ---- | -------------------------------------------------------------------------- | ----------------------------------------------- | ---- | --- | ---------------------------------------------- | ------------ |
| ja   | Datei hochladen · Wikidata zu Kehlhof, Weiler mit Bahnhof (Q29882554)      | Kehlhof, Weiler mit Bahnhof KGS-Nr.: 04929      | B    | G   | Station Kehlhof 203 730245 / 270507            |              |
| ja   | Datei hochladen · Wikidata zu Schloss Berg (Q29882559)                     | Schloss Berg mit Kapelle KGS-Nr.: 04931         | B    | G   | Schlossstrasse 9, 9.1 729551 / 271191          |              |
| ja   | Datei hochladen · Wikidata zu Bauernhaus (Q29882546)                       | Bauernhaus KGS-Nr.: 10924                       | B    | G   | Graltshausen, Bergstrasse 2 731082 / 273063    |              |
| ja   | Datei hochladen · Wikidata zu Primarschulhaus (Q29882556)                  | Primarschulhaus KGS-Nr.: 10925                  | B    | G   | Hauptstrasse 40 730018 / 271126                |              |
| ja   | Datei hochladen · Wikidata zu Wohnhaus (Q29882561)                         | Wohnhaus KGS-Nr.: 13623                         | B    | G   | Andhausen, Andhauserstrasse 77 731007 / 271138 |              |
| ja   | Datei hochladen · Wikidata zu Ehemaliges Gasthaus Zum Adler (Q29882551)    | Ehemaliges Gasthaus Zum Adler KGS-Nr.: 13624    | B    | G   | Kirchstrasse 2 729901 / 271007                 |              |
| ja   | Datei hochladen · Wikidata zu Bauernhaus (Q29882547)                       | Bauernhaus KGS-Nr.: 13625                       | B    | G   | Kirchstrasse 3 729900 / 270975                 |              |
| ja   | Datei hochladen · Wikidata zu Katholische Kirche St. Mauritius (Q29882552) | Katholische Kirche St. Mauritius KGS-Nr.: 13626 | B    | G   | Obere Kirchstrasse 5 729905 / 271142           |              |
| ja   | Datei hochladen · Wikidata zu Bauernhaus (Q29882549)                       | Bauernhaus KGS-Nr.: 13627                       | B    | G   | Mauren, Bergstrasse 10 729227 / 269785         |              |